# Valognes
Valognes è un comune francese di 7 582 abitanti situato nel dipartimento della Manica nella regione della Normandia.
Il territorio comunale è bagnato dalle acque del fiume Merderet.

## Società

### Evoluzione demografica
Abitanti censiti

## Amministrazione

### Gemellaggi
- Stolberg, dal 1990[5]
- Wimborne Minster, dal 1968[6]